# Carrie-Anne Moss
Carrie-Anne Moss (Burnaby, Columbia Británica; 21 de agosto de 1967) es una actriz canadiense que consiguió fama mundial tras sus apariciones en la saga The Matrix como Trinity.

## Biografía
Carrie-Anne Moss nació el 21 de agosto de 1967 en Burnaby, Columbia Británica (Canadá). Hija de Barbara Moss y Melvyn Moss, en su niñez, vivió en la ciudad de Vancouver. Cuando tenía once años entró en el Teatro musical de niños de Vancouver y después hizo un tour por Europa con el Coro de la Escuela Secundaria Magee en su último año. Tras esto, se involucró en la Academia Americana de Artes Dramáticas en Pasadena, California, hasta que volvió a Canadá. En 1985 se mudó de Vancouver a Toronto y se hizo modelo. Durante su período como modelo, a finales de los años 80, fue a España y a Japón.
Estando en España consiguió un papel en la serie dramática Dark Justice, su primera aparición en la televisión. Se fue de Barcelona a Los Ángeles (California) para aparecer en la serie en 1992. Pero su golpe de suerte llegó cuando fue elegida para representar a Trinity, una hacker clandestina, en The Matrix, que se estrenaría en 1999 con gran éxito a nivel mundial. Tras esta, se hicieron dos películas más que cerraron la trilogía, The Matrix Reloaded y The Matrix Revolutions y por último.The Matrix Resurrections en la que también participó. También tuvo un papel destacado en Memento (2000), interpretando a Natalie.
Entre 2015 y 2019 interpretó a Jeri Hogarth en la serie de Netflix Jessica Jones, producida por Marvel Television y basada en el personaje del mismo nombre de los cómics de Marvel. Además, interpretó el mismo papel en tres otras series de Marvel en Netflix, Daredevil, Iron Fist y The Defenders.
En el 2016 participó en la segunda temporada de la serie de televisión Humans.
En 2021 regresa al papel de Trinity en la cuarta entrega de la saga de Matrix, titulada The Matrix Resurrections.
En 2022 interpreta a Tilda van der Meer, una mujer que tiene una conexión con el pasado distante en el videojuego Horizon Forbidden West.

## Vida personal
Carrie-Anne Moss se casó con el actor Steven Roy en 1999. Tuvieron un hijo en el verano de 2003. Su segundo hijo nació en noviembre de 2005 y el tercero en 2009.

## Filmografía (parcial)

### Cine
| Año  | Título                        | Personaje              |
| ---- | ----------------------------- | ---------------------- |
| 1993 | Flashfire                     | Meredith Neal          |
| 1993 | Matrix TV Series              | Liz Teal               |
| 1994 | The Soft Kill                 | Jane Tanner            |
| 1996 | Sabotage                      | Louise Castle          |
| 1996 | Terrified (Evil never sleeps) | Tracy                  |
| 1996 | 364 Girls a Year              |                        |
| 1997 | Lethal Tender                 | Melissa Wilkins        |
| 1997 | The Secret Life of Algernon   | Madge Clerisy          |
| 1999 | The Matrix                    | Trinity                |
| 1999 | New Blood                     | Leigh                  |
| 2000 | Chocolat                      | Caroline Clairmont     |
| 2000 | Planeta rojo                  | Comandante Kate Bowman |
| 2000 | Memento                       | Natalie                |
| 2000 | The Crew                      | Detective Olivia Neal  |
| 2003 | The Matrix Reloaded           | Trinity                |
| 2003 | The Matrix Revolutions        | Trinity                |
| 2003 | The Animatrix                 | Trinity (voz)          |
| 2004 | Suspect Zero                  | Fran Kulok             |
| 2005 | The Chumscrubber              | Jerri Falls            |
| 2005 | Confessions of an Action Star | Ella misma             |
| 2006 | Fido                          | Helen Robinson         |
| 2006 | Snow Cake                     | Maggie                 |
| 2006 | Siempre hay una primera vez   | Diane                  |
| 2007 | Disturbia                     | Julie                  |
| 2007 | Normal                        | Catherine              |
| 2008 | Fireflies in the Garden       | Kelly Hanson           |
| 2009 | Love Hurts                    | Amanda Bingham         |
| 2010 | Unthinkable                   | Agente Helen Brody     |
| 2011 | Silent Hill: Revelation 3D    | Claudia Wolf           |
| 2013 | Compulsion                    | Saffron                |
| 2014 | Pompeya                       | Reina Aurelia de Roma  |
| 2015 | Pirates Passage               | Kerstin Hawkings (voz) |
| 2017 | Brain on Fire                 | Rhona Nack             |
| 2017 | Nunca digas su nombre         | Detective Shaw         |
| 2019 | Wisting                       | Ag. FBI Maggie Griffin |
| 2021 | The Matrix Resurrections      | Trinity                |
| 2024 | The Acolyte                   | Indara                 |

#### Series de televisión
- Chuck (2011)
- Crossing Lines (2014)
- Daredevil (2015-16)
- Jessica Jones (2015-19)
- Humans (2016)
- Iron Fist (2017)
- The Defenders (2017)
- The Acolyte (2024)
- Fubar (2025)

#### Videojuegos
- Enter the Matrix (2003)
- Mass Effect 2 (2010)
- Mass Effect 3 (2012)

## Premios
- 2000 Golden Slate - mejor actriz en papel principal.